# Apteronotus macrostomus
Apteronotus macrostomus är en fiskart som först beskrevs av Fowler, 1943.  Apteronotus macrostomus ingår i släktet Apteronotus och familjen Apteronotidae. Inga underarter finns listade i Catalogue of Life.